# Gongzilla
Gongzilla (GZ) is een band die (af en toe) optreedt met als vaste kern Bon Lozaga (gitaar) en Hansford Rowe (basgitaar). De band is een derivaat van de bands Gong en Pierre Moerlen's Gong.
Lozaga en Rowe hebben beiden in de twee versies van de Gong (mee)gespeeld. De geschiedenis van die bands kenmerkte zich door veel personeelswisselingen. Uit die vele wisselingen kwam in 1995 een combinatie voort, die bestond uit Lozaga, Rowe, Benoît Moerlen en Allan Holdsworth aangevuld met wisselende slagwerkers en percussionisten.
De muziek die Gongzilla speelt is een combinatie van gecomponeerde werken en improvisatie. Er wordt wel een vergelijking gemaakt met bands als National Health en Hatfield and the North. Op Five Even wordt voor het eerst gezongen.

## Discografie
- 1995: Suffer
- 1996: Thrive, met als gastgitarist David Torn
- 1998: Live!
- 2003: East Village Sessions
- 2008: Five Even